# GAGE6
GAGE6 (англ. G antigen 6) – білок, який кодується однойменним геном, розташованим у людей на короткому плечі X-хромосоми. Довжина поліпептидного ланцюга білка становить 117 амінокислот, а молекулярна маса — 12 892.
| 10         |  | 20         |  | 30         |  | 40         |  | 50         |
| ---------- |  | ---------- |  | ---------- |  | ---------- |  | ---------- |
| MSWRGRSTYY |  | WPRPRRYVQP |  | PEVIGPMRPE |  | QFSDEVEPAT |  | PEEGEPATQR |
| QDPAAAQEGE |  | DEGASAGQGP |  | KPEADSQEQG |  | HPQTGCECED |  | GPDGQEVDPP |
| NPEEVKTPEE |  | GEKQSQC    |  |            |  |            |  |            |

A: Аланін

C: Цистеїн

D: Аспарагінова кислота

E: Глутамінова кислота

F: Фенілаланін

G: Гліцин

H: Гістидин

I: Ізолейцин

K: Лізин

M: Метіонін

N: Аспарагін

P: Пролін

Q: Глутамін

R: Аргінін

S: Серин

T: Треонін

V: Валін

W: Триптофан